# Araeolepia
Araeolepia é um gênero de mariposa pertencente à família Acrolepiidae.